# گنجه (بدره)
گنجه(بدره)، روستایی در دهستان علیشروان بخش مرکزی شهرستان بدره در استان ایلام ایران است.

## جمعیت
بر پایه سرشماری عمومی نفوس و مسکن در سال ۱۳۹۵، جمعیت این روستا برابر با ۶۷ نفر (۱۸ خانوار) بوده‌است.